# Amadou Cissé Dia
Amadou Cissé Dia (1915-2002) est un homme politique sénégalais, proche de Léopold Sédar Senghor, plusieurs fois ministre et ancien président de l'Assemblée nationale du Sénégal.

## Biographie
Amadou Cissé Dia est né à Saint-Louis le 2 juin 1915.
Ancien élève de l'École normale William-Ponty, médecin de formation, il participe en octobre 1948 à la fondation du Bloc démocratique sénégalais (BDS), ancêtre du Parti socialiste.
Pendant les années 1960, sous la présidence de Léopold Sédar Senghor, plusieurs portefeuilles ministériels lui sont confiés : l'Intérieur, les Forces armées, la Santé (1961) et le Commerce. Puis, après Lamine Guèye, il devient le deuxième président de l'Assemblée nationale, de 1968 à 1983, soit pendant deux législatures. Habib Thiam lui succède.
Il est l'auteur d'une pièce de théâtre, Les derniers jours de Lat Dior, célébrant le héros de la résistance à la pénétration coloniale, Lat Dior. Ce drame est créé lors du premier Festival mondial des arts nègres en 1965 et remporte un grand succès.
Amadou Cissé Dia est le président du Conseil d'administration de la Fondation Léopold Sédar Senghor, créée en 1974.
Décédé à Dakar le 1er novembre 2002, à l'âge de 87 ans, il est inhumé au cimetière de Yoff.

## Écrits
- Les derniers jours de Lat Dior : drame en cinq actes, suivi de La mort du Damel : pièce en trois actes, 1965.